# Klaus Flesche

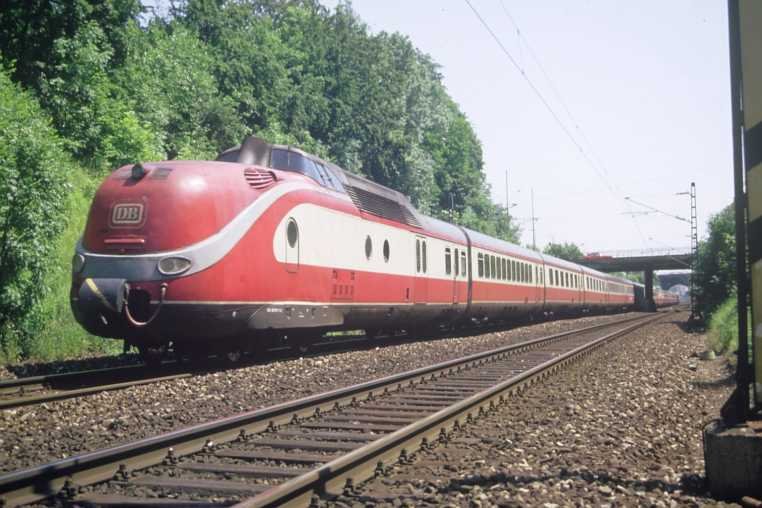
TEE-Zug der Deutschen Bundesbahn

Klaus Peter Flesche (* 20. Dezember 1917 in Braunschweig; † 26. Februar 1997 in Johannisberg, Rheingau) war ein deutscher Architekt und Industrie-Designer.

## Leben
Klaus Flesche absolvierte von 1938 bis 1941 ein Studium der Architektur an der Technischen Universität Braunschweig. Von 1941 bis 1945 arbeitete er in diversen Industriebetrieben. Von 1946 bis 1948 betrieb er ein Architekturbüro mit den Schwerpunkten Wohnungsbau und Industriebauten. Von 1948 bis 1951 war er wissenschaftlicher Assistent an der TU Braunschweig. Im Jahr 1949 erfolgte seine Promotion mit dem Thema „Die Kemenaten der Stadt Braunschweig“.
Von 1951 bis zu seinem Ruhestand war er Leiter der Abteilung Industrial Design der Maschinenfabrik Augsburg-Nürnberg AG in Gustavsburg. Klaus Flesche war der Designer des berühmten TEE-Zugs der Deutschen Bundesbahn aus dem Jahr 1957. Weitere von ihm gestaltete Schienenfahrzeuge waren die DB-Baureihe V 320, deren Kopfform Vorbild für alle Loks der V-160-Familie wurde, sowie die DB-Baureihe VT 24. Auch das Design der Baureihe A der U-Bahn München und die ab 1972 beschaffte Baureihe 72 der Wuppertaler Schwebebahn wurde von Flesche gestaltet.
Im Jahr 1964 wurden Beispiele seiner Arbeiten auf der documenta III in Kassel in der Abteilung Industrial Design gezeigt. Dazu gehörten, neben dem TEE-Zug, unter anderem die 1980 zerstörte Rohrbogenbrücke über den Askeröfjord, Dieselzüge, Hafenkräne, Lastkraftwagen und Omnibusse von MAN.

## Bauten (Auswahl)
- 1954–55: Erweiterung des Verwaltungsgebäudes der MAN, Ginsheim-Gustavsburg[2] (2019 abgerissen)
- 1958–60: Rohrbogenbrücke über den Askeröfjord (1980 zerstört)